# さんふらわあ さつま (2代)
さんふらわあ さつま (2代)は、フェリーさんふらわあが運航していたフェリー。

## 概要
ブルーハイウェイライン「初代さんふらわあ さつま」の代船として三菱重工業下関造船所で建造され、大阪－志布志航路に1993年3月24日に就航した。同社では初の新造船であり、本船より従来のさんふらわあの太陽マークに加え胴体前方と後方の上部に水色のラインが入るカラーリングが採用された。
1997年4月19日からは東京 - 苫小牧航路に就航し、同年9月には大洗港への寄港を追加。1999年4月4日から志布志航路に復帰した。2000年の分社化によりブルーハイウェイライン西日本の所有となり、2007年にはダイヤモンドフェリーとブルーハイウェイライン西日本の合併に伴いダイヤモンドフェリーの所有となり、ファンネルマークは白地にオレンジの帯でダイヤモンドフェリーの菱形にDが入った白いマークを入れたデザインに変更された。
関西汽船とダイヤモンドフェリーのフェリーさんふらわあへの統合により、2009年11月1日からフェリーさんふらわあによる運航となる。その際、ファンネルマークがダイヤモンドフェリーの頭文字のDのマークからオレンジ1色に変更された。
2017年1月31日より、大阪港の発着地をかもめフェリーターミナルからコスモフェリーターミナルに移転。 2015年11月、大阪 - 志布志航路への新造船導入が発表された。新造船は2018年3月と6月にそれぞれ就航が予定されていたが、その後2018年5月・夏季の就航に変更された。
2018年4月にはさんふらわあ さつま1に改名され、3代目さんふらわあ さつまの就航後はさんふらわあ ぱーる長期運休の代替として神戸 - 別府間で8月26日まで臨時運航した。
2018年9月には、船名をDHARMA FERRY VIIに変更し、インドネシアに売却（船籍はモンゴル）された。

## 設計
- 船体は大型化され、車両甲板がノーピラー化され車両積載量を向上させた。甲板高は高く取られトラック用のC・Dデッキの高さは9フィート6インチ高の輸送コンテナが積載できる4.3mとし、冷凍貨物用の電源プラグの増設も行う他、ランプウェイを右舷の前後に配置し荷役時間の短縮が図られた[2]。また、航海速力が23ノットに向上し所要時間が1時間短縮され14時間あまりとなった[2]。

## 船内
船内インテリアは「地中海の風」を同型2隻のテーマとし、本船は南スペインのイメージで統一されており、内装に木目を多用して茶・赤の配色を中心に重厚なイメージとした。
個室は全て海側で窓があり、トイレは温水洗浄便座付となっている。また、客室はすべて騒音源から遠く揺れの少ない高層部のA・Bデッキ中央部に集中させた。またブルーハイウェイラインでは初めてツインルーム型の1等客室を34室設けた。
| タイプ | クラス                             | 定員         | 室数                | 設備                                                                                             |
| ------ | ---------------------------------- | ------------ | ------------------- | ------------------------------------------------------------------------------------------------ |
| 個室   | デラックス （旧・特等）            | 2-3名        | 10室                | ツインベッド、3名利用の場合は補助ベッド使用 ユニットバス、トイレ、洗面台、テレビ、冷蔵庫、窓あり |
| 個室   | デラックスB （旧・1等A）           | 2-3名        | 34室                | ツインベッド、3名利用の場合は補助ベッド使用 シャワールーム、トイレ、洗面台、テレビ、窓あり       |
| 個室   | デラックスB（和室） （旧・1等A）   | 2-3名        | 2室                 | 布団、シャワールーム、トイレ、洗面台、テレビ、窓あり                                             |
| 個室   | ファースト （旧・1等B）            | 4-5名        | 28室                | 5名利用の場合はエキストラマット使用 2段ベッド、テレビ、窓あり                                    |
| 個室   | ファーストシングル （旧・1等B）    | 1名          | 9室                 | シングルベッド、テレビ、窓あり                                                                   |
| 寝台   | ツーリストベッド （旧・2等寝台）   | 4名-6名×24室 | 4名：24室 6名：24室 | 2段ベッド、電源コンセント                                                                        |
| 寝台   | ドライバーズルーム （旧・2等寝台） | 18-22名      | 18名：2室 22名：2室 | 2段ベッド                                                                                        |
| 大部屋 | ツーリスト （旧・2等）             | 11-86名      | 5室                 | テレビ、電源コンセント（共用）                                                                   |

### 設備
8階
- レストラン「コスタ・デル・ソル」[13]
- カフェテリア
- フリースペース

7階
- 展望サロン「ロンダ」[13]
- 2等寝台（4名・6名各8室）
- 特等室
- 1等A
- 1等B（2室）
- 2等室（5室）

6階
- 展望浴室
- ロビー・案内所
- 売店
- 自販機コーナー
- ゲームルーム
- コインロッカー
- ドライバー浴室
- ドライバー娯楽室
- 1等B
- 2等寝台（4名・6名各16室）
- ドライバールーム

過去の設備
- カードルーム（6階・ツーリストルームに変更）
- カラオケルーム（7階）
- 和室大広間「桜島」[2]（7階・ツーリストルームに変更）
- ラウンジ「ヒラソル」[2][13]（7階・ツーリストルームに変更）
- グリル「ラス・プリサス」[2][13]（8階・フリースペースに変更）
- スナック「アマポーラ」[2][13]（7階・自販機コーナーに変更）

## 事故・インシデント
2001年2月5日、0時2分ごろ、志布志港から大阪港へ向けて室戸岬西方沖27.4海里を航行中、右舷主機が1番シリンダの連接棒ボルトの折損により損傷、左舷主機のみで運航を継続して大阪港へ入港した。
2011年12月21日、3時42分ごろ、志布志港から大阪港へ向けて室戸岬東北東方沖13海里を航行中、左舷主機が1番シリンダのブローバイにより損傷、右舷主機のみで運航を継続して大阪港へ入港した。